# Rolf Harris
 Der er for få eller ingen kildehenvisninger i denne artikel, hvilket er et problem. Du kan hjælpe ved at angive troværdige kilder til de påstande, som fremføres i artiklen.

Rolf Harris (født 30. marts 1930 i Bassendean i Western Australia, død 10. maj 2023) var en australsk sanger, komponist og TV-personlighed, aktiv i England.
Han blev berømt gennem TV-serien The Rolf Harris Show. Han har også besøgt Sverige, hvor han sang "Sven Gren, med sitt extra ben" (Jake The Peg) og "Släpp min känguru ut", som var en svensk version af hans store hit "Tie Me Kangaroo Down, Sport". Harris blev også berømt for sin indspilning af den amerikanske sang "Two Little Boys" i 1969.
Han ledede i årene 1994-2003 TV-programmet Animal Hospital.
Sangen "Tie Me Kangaroo Down, Sport" findes med dansk tekst ved namn "Stop Den Lille Kænguru" oversat af Peter Mynte og findes optaget med Bjørn Tidmand, Birthe Wilke og Four Hawaiians.
Sangen "Jake The Peg" findes også på dansk med Per Juul som "Steen Med Det Ekstra Ben".
Den 4. juli 2014 blev Harris idømt fem år og ni måneders fængsel for tolv seksualforbrydelser mod mindreårige mellem 1969 og 1986. Ironisk nok havde Harris i 1985 optrådt i en kortfilm kaldet "Kids can say no!", som skulle lære børn at afvise pædofile. I februar 2017 blev han frifundet for yderligere anklager om seksualforbrydelser, der angiveligt fandt sted mellem 1971 og 2004 mod kvinder og piger, der ville have været mellem 12 og 27 på det tidspunkt. Retssagen skulle genoptages og startede den 15. maj 2017, men anklagemyndigheden valgte ikke at forfølge det yderligere.